# Hauskirche (Orthodoxie)
Zum geistlichen Leben orthodoxer Familie gehört die Hauskirche, eine häusliche Andachtsstätte, die häufig schon im Zusammenhang der Eheschließung orthodoxer Paare errichtet wird. Ihre Pflege und ihre geistliche Nutzung gehört zur religiösen Kultur des orthodoxen Christentums.

## Praxis
Die Hauskirchen dienen sowohl der täglichen Andacht orthodoxer Familien als auch besonderen Gottesdiensten, die im Kreis der Familie gefeiert werden. In größeren Wohnhäusern finden sich sogenannte Hauskapellen. Kleinere Häuser und Wohnungen besitzen eine sogenannte „Schöne Ecke“ („Krasnyj Ugol“), die in etwa dem deutschen Herrgottswinkel entspricht. Die Einrichtung der häuslichen Andachtsstätte erfolgt bereits bei der Eheschließung durch die sogenannte „Krönung der Ehehleute“. Nach Möglichkeit wird einmal pro Jahr die Hausweihe von einem Priester vorgenommen. Er kontrolliert dann auch, ob die verwendeten Ikonen den kanonischen Regeln entsprechen. Ansonsten besteht in Hauskirchen ein breiterer Spielraum an Gestaltung als in örtlichen Gemeindekirchen, die strengen Regeln unterworfen sind. In außerordentlichen Situationen, wie z. B. der Corona-Pandemie 2022, waren die Hauskirchen mancherorts die einzige Möglichkeit, das christliche Leben der Orthodoxen aufrechtzuerhalten.

### Urkirche
Nach orthodoxer allgemeiner Meinung begann das Urchristentum mit Hauskirchen, weil es noch keine Kirchengebäude gab. Während der Christenverfolgungen im Römischen Reich war die Hauskirche (ecclesia domestica) einer der Orte für geheime Zusammenkünfte. Als zentrale Belege für diese Theorie gälten die vier sogenannten „Hauskirchenformeln“ bei Paulus (Röm 16,5 EU; 1 Kor 16,19 EU; Kol 4,15 EU; Phlm 1–2 EU). „Kirche“ meint hier die Gemeinschaft. Paulus grüßt also in vier Briefen jeweils die Hausgemeinschaft eines befreundeten Familienoberhauptes, der ihm als Christ bekannt war. Zu diesen Hausgemeinschaften gehörten vielleicht auch Nicht-Christen, die als Katechumenen anzusehen sind. Sicher haben auch reiche Christen in „Häusern“, also privaten Stadtresidenzen, gewohnt, die dann de facto Gottesdienstzentren bildeten.
Als die Christenverfolgung beendet war, konnten Gottesdienstgebäude gebaut werden, was die gesellschaftliche Bedeutung der Hauskirchen minderte. Als später neue Formen der Christenverfolgung aufflammten, konnten die Gläubigen wieder auf die Tradition zurückgreifen (z. B. im Balkan unter osmanischer Herrschaft, oder in Russland zur kommunistischen Zeit).

### Griechenland
In Griechenland haben zahlreiche Hausbesitzer auf ihrem Grundstück private Kapellen gebaut.

### Serbien
Jede serbische Familie feiert als Familiennamenstag (Slava genannt) den Schutzpatron der Hauskirche mit einem eigenen Gottesdienst, der, wenn kein Priester anwesend ist, vom Familienoberhaupt zelebriert wird. Dieser Brauch wurde von der UNESCO als Immaterielles Kulturerbe anerkannt.

### Russland
In russischen Häusern versammelt sich die Familie vor einer Hausikonostase, die aus einer oder mehreren Ikonen besteht. Vor den Bildern brennt ein „ewiges Öllicht“, das zuvor vom Priester geweiht wurde. Vor 1917 gab es sogar vollständige Kirchengebäude im Privatbesitz von älteren Adeligen.

### Westeuropa
In der westeuropäischen Diasporasituation, wo orthodoxe Kirchen weit voneinander entfernt liegen, spielt die Hauskirche eine bedeutsame Rolle. Sie wird dort häufig nicht nur als Familien-, sondern auch als Gemeindekirche genutzt. Manche Hauskirche wurde so zum Ausgangspunkt einer orthodoxen Gemeindegründung.

## Bekannte orthodoxe Hauskirchen
- Hauskirche zum Hl. Kreuz in Halle[7]